# Brian Esposito
Brian James Esposito (New York, 24 febbraio 1979) è un ex giocatore di baseball e allenatore di baseball statunitense, attuale bench coach dei San Diego Padres (MLB)..
Da giocatore, nel ruolo di ricevitore, ha totalizzato soltanto 3 presenze con St. Louis Cardinals (nel 2007) e Houston Astros (nel 2010).